# Lisandro Pereyra
Lisandro Pereyra (Rosario, Provincia de Santa Fe, Argentina, 20 de noviembre de 1989) es un futbolista argentino. Juega de mediocampista central o carrilero.
Debutó oficialmente el 6 de noviembre del 2010 ante Tiro Federal en la B Nacional.

## Clubes
| Club               | País      | Año         |
| ------------------ | --------- | ----------- |
| Belgrano           | Argentina | 2007 - 2011 |
| Unión de Sunchales | Argentina | 2011        |
| Belgrano           | Argentina | 2011        |

## Enlace
- (enlace roto disponible en Internet Archive; véase el historial, la primera versión y la última).

- Datos: Q5976956